# Аксёл (Мордовия)
Аксёл — село, центр сельской администрации в Темниковском районе. Население 603 чел. (2010 г.), в основном русские.

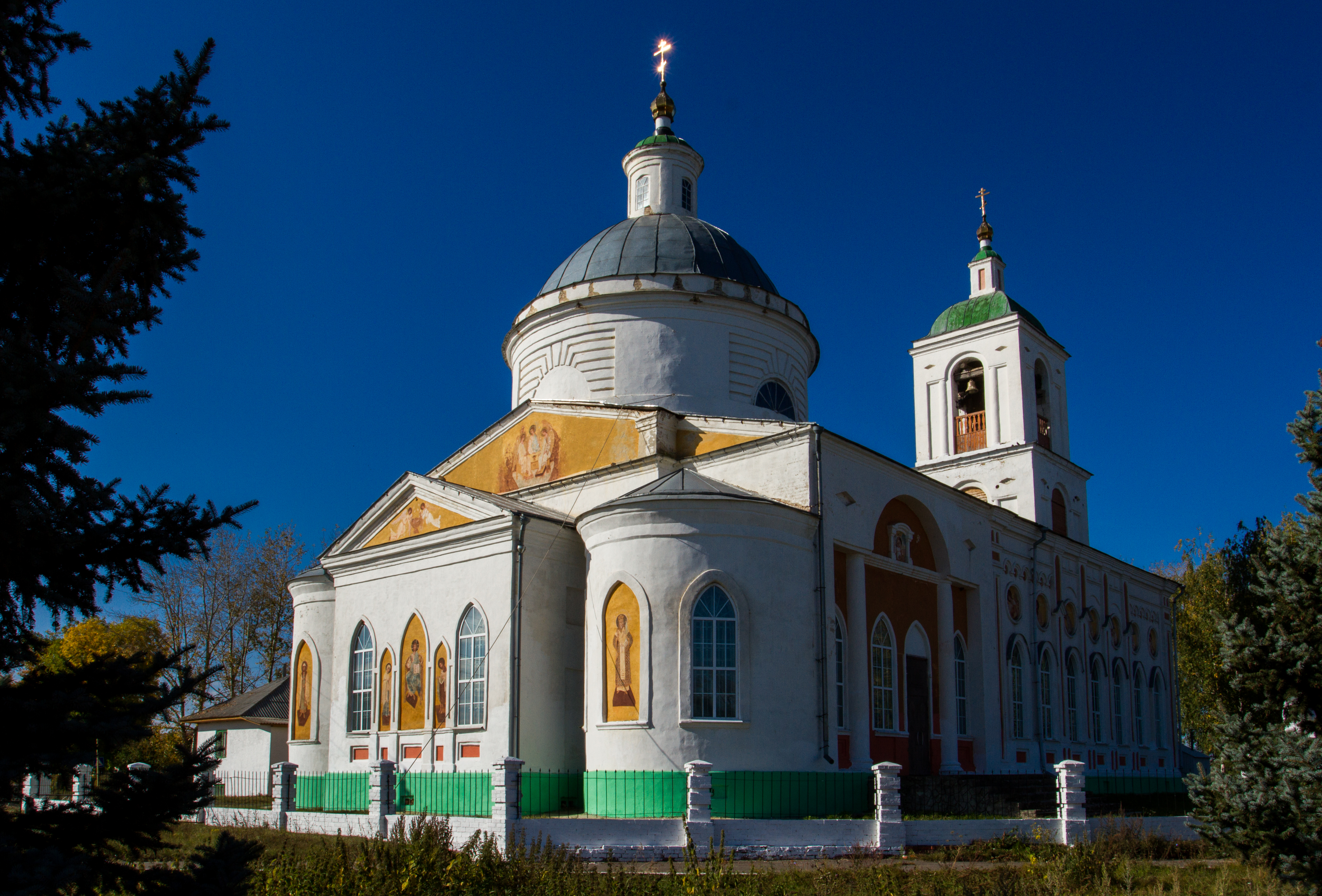
Храм рождества Христова в с. Аксёл. (основан в 1823 г.)

Обелиск воинам-землякам

Расположено на реке Аксёл (название-гидроним: тюрк. ак — «чистый», сел (сул) — «водный объект», буквально — «чистая вода»), в 28 км от районного центра и 70 км от железенодорожной станции Торбеево. Основано в 16 в. служилыми татарами на Темниковской засечной черте. Впервые упоминается в 1606 г. В «Списке населённых мест Пензенской губернии» (1869) Аксёл — село казённое и владельческое из 355 дворов Краснослободского уезда. В начале 20 в. в селе было 618 дворов (3 260 чел.); 13 общин, писчебумажная фабрика, 3 мельницы, 9 кузниц, шерсточесалка, 8 пекарен, базар, школа, церковь. В 1929 г. был создан колхоз «Путь Ленина», с 1997 г. — СХПК «Аксёльский». В современной инфраструктуре села — средняя школа, Дом культуры, филиал темниковского Дома быта, библиотека, медпункт, отделение связи, магазины, столовая, каменная Христорождественская церковь с приделами (1821). Сооружён обелиск землякам, погибшим в годы Великой Отечественной войны. Аксёл — родина заслуженного деятеля науки РСФСР П. И. Гришаева, учёного-биолога Л. П. Антошиной, историка-краеведа Д. И. Батманова. В Аксёльскую сельскую администрацую входят д. Агеево (66 чел.), Русское Адаево (55) и Татарское Адаево (74 чел.), д. Дашкино (54 чел.), с. Матвеево (34 чел.), д. Кривошеево (4 чел.), д. Шурбино (2 чел.).

## Источник
- Энциклопедия Мордовия, А. Н. Камдин.